# Pokémon Adventures
Pokémon Adventures (с англ. — «Покемон: Приключения»), в Японии выпущенная под названием Pocket Monsters: Special (яп. ポケットモンスター SPECIAL покэтто монсута: супэсяру) — манга за авторством Хидэнори Кусаки, сделанная по мотивам серии игр Pokémon. Иллюстрации рисовала художница Мато, но из-за проблем со здоровьем она перестала иллюстрировать мангу, и её заменил Сатоси Ямамото, который иллюстрирует мангу с десятого тома по сей день. В Японии манга публикуется издательством Shogakukan, в Америке — Viz Media, а в Юго-Восточной Азии — Chuang Yi.
Действие манги происходит в вымышленной вселенной, выполненной в антураже альтернативной современности. В этом мире живут существа, обладающие сверхъестественными способностями — покемоны. Люди, называющиеся тренерами покемонов, тренируют их для сражений с покемонами других тренеров: в определённой степени битвы покемонов напоминают спортивные состязания. Главный герой манги — тренер покемонов по имени Рэд, который путешествует по региону Канто и вместе со своими друзьями Блу и Грин противостоит зловещей преступной организации Команде R. С каждой сюжетной аркой меняются герои, антагонисты и место действия манги.
Манга была оценена лучше, чем аниме, как читателями, так и критиками. От аниме манга отличается сюжетом, персонажами, своей приближенностью к играм и значительно большей жестокостью. Сатоси Тадзири, создатель «Покемона», сказал, что эта манга понравилась ему больше, чем аниме, поскольку она наиболее близко отражает его первоначальную задумку.

## Сюжет

### АркаRed, Blue & Green(тома 1—3)
Первая сюжетная арка рассказывает о приключениях Рэда, тренера покемонов из Паллета. В своём путешествии Рэд встречает Блу (в японской версии Грин), внука профессора Оука, который становится главным соперником Рэда, и Грин (Блу в японской версии), юную воровку. Все три тренера получают Покедексы и противостоят Команде R, которая пытается использовать покемонов для захвата власти. Кроме того, злодеи собирают значки лидеров стадионов, позволяющие подчинять могущественных покемонов. Команда R похищает профессора Оука, чтобы тот помог им создать из ДНК легендарного покемона Мью его клона Мьюту, и Рэд, Грин и Блу врываются в захваченный Командой R город Саффрон, чтобы его освободить. Героям удаётся это сделать, и Рэд с семью значками отправляется на Плато Индиго, чтобы сразиться с Блу, но сталкивается с Мьюту и Джиованни, пропавшим лидером стадиона Виридиана, который, как выясняется, и есть лидер Команды R. На турнире на Плато Индиго Рэд побеждает Блу в финале и становится чемпионом Лиги покемонов.

### АркаYellow(тома 4—7)
Рэд, ставший чемпионом, пропадает без вести после того, как его вызвал на поединок некий Бруно, член Элитной Четвёрки. Элитная Четвёрка поймала Рэда, и стремится узнать, где находится Джиованни, чтобы заполучить восьмой, Земляной значок. Пикачу Рэда по кличке Пика сбегает и возвращается в Паллет. С помощью Йеллоу — юного тренера, умеющего понимать покемонов, профессор Оук узнаёт, что Рэд в беде, и просит Йеллоу найти его. Йеллоу, Блу, Грин, а также четыре лидера стадионов Блэйн, лейтенант Серж, Сабрина и Кога объединяют силы, чтобы победить Элитную Четвёрку на острове Серис. Становится известен план Лэнса, лидера Элитной Четвёрки, который, как и Йеллоу, обладает даром понимать покемонов: с помощью восьми значков подчинить сверхмощного покемона и уничтожить всё человечество. Все четверо из Четвёрки: Лэнс, Лорелей, Бруно и Агата считали, что люди и покемоны не способны сосуществовать, и что человечество только убивает планету. На острове неожиданно появляется Рэд, которого спас Джиованни. Вместе с остальными героями он побеждает Элитную четвёрку, а затем все герои передают всю свою силу Йеллоу, благодаря чему она побеждает Лэнса.

### АркаGold, Silver& Crystal(тома 8—15)
Действие переносится в регион Джото через три года после битвы с Элитной Четвёркой. Голд, тренер из городка Нью-Барк, становится свидетелем кражи покемона и Покедекса из лаборатории профессора Эльма. Голд решает преследовать вора по имени Сильвер, но у него на пути встаёт зловещий человек в маске, который хочет возродить Команду R. Тем временем профессор Оук посылает специалистку по ловле покемонов по имени Кристал, чтобы та заполнила информацией Покедекс. Кристал хочет заполучить легендарного покемона Суйкуна, но вскоре она вмешивается в планы человека в маске, который планирует возродить Команду R и заполучить легендарных покемонов Лугию и Хо-оха. Героям удаётся освободить двух легендарных покемонов, но человек в маске получает Селеби, покемона, способного путешествовать во времени. За маской скрывался Прайс, лидер стадиона в Джото, и он всего лишь хотел изменить прошлое, чтобы спасти своего покемона Лапраса. Начинается битва, в результате которой Прайс теряется во времени.

### АркаRuby & Sapphire(тома 15—22)
Действие арки происходит в регионе Хоэнн, а сюжет повествует о двух соперничающих тренерах: Руби и Сэфайр. Руби и Сэфайр поспорили, сможет ли Руби выиграть все ленты Хоэнна на конкурсах покемонов за 80 дней, и сможет ли Сэфайр получить все восемь значков региона. В регионе противостоят две преступные группировки: Команда Магма и Команда Аква; Команда Магма хочет осушить океан, а Команда Аква, напротив, затопить землю, для этих целей они пробуждают легендарных покемонов Гроудона и Кайогра соответственно. Герои пробуждают Рейквазу, покемона, способного остановить битву Гроудона и Кайогра, а затем Руби и Сэфайр побеждают лидеров двух команд: Макси и Арчи.

### АркаFireRed & LeafGreen(тома 22—26)
Сюжет вновь повествует о Рэде, Грин и Блу. Команда R пытается захватить Деоксиса на островах Севии. Три тренера пытаются остановить Команду R, и, кроме того, спасти родителей Грин и профессора Оука, которых похитил Деоксис. Несмотря на все усилия, у героев не получается защитить Деоксиса, даже несмотря на то, что на Втором острове старушка по имени Кимберли научила Чаризарда Рэда, Венузавра Блу и Бластойза Грин разрушительным атакам. Тем временем Сильвер ищет своих потерянных родителей. Поиски привели его в город Виридиан, и в лесу Сильвер встречает Йеллоу. Йеллоу помогает Сильверу в его поисках, но внезапно Джиованни использует силу Деоксиса для поисков своего пропавшего сына, и становится ясно, что это и есть Сильвер. Когда Команда R берёт Сильвера и Джиованни на воздушный корабль, а Йеллоу решает их преследовать. Рэд атакует Джиованни в одиночку перед его встречей с Сильвером, и, хотя Рэд побеждён, воздушный корабль теряет управление. Вместе Рэд, Блу, Грин, Йеллоу и Сильвер препятствуют крушению корабля на город, но происходит странный взрыв, и герои превращаются в камень.

### АркаEmerald(тома 26—29)
Кристал и профессор Оук нанимают тренера по имени Эмеральд, чтобы тот смог поймать легендарного покемона Джирачи в течение семи дней, до того, как его поймает Гайл Хайдаут, главный злодей арки. Сам Эмеральд мечтает победить всех семерых глав Края Битв и получить все их эмблемы. Здесь Эмеральд встречает Руби и Сэфайр, двух других обладателей Покедексов. Втроём Руби, Сэфайр и Эмеральд участвуют в соревнованиях Края Битв, но их прерывает Гайл Хайдаут, тайно манипулировавший Анабель, одной из глав. После боя с Эмеральдом Гайл теряет контроль над Анабель и объявляет, что на самом деле он является Арчи, лидером Команды Аква. Он также объявляет, что он уже поймал Джирачи, и использует его для того, чтобы призвать гигантского клона Кайогра, состоящего из воды, чтобы затопить Край Битв. Арчи также упоминает, что не может жить без своей брони слишком долго. Друзья избегают надвигающегося наводнения с помощью подоспевших Голда и Кристал. Голд объясняет, что Рэда, Блу, Грин, Йеллоу и Сильвера, обращённых в статуи, везут на Край Битв, чтобы Джирачи смог вернуть их в обратное состояние. Пока Кристал тренируется с Руби и Сэфайр, Арчи бросает Джирачи, и этот покемон попадает к Эмеральду. Эмеральд, став другом Джирачи, просит его превратить Рэда, Блу, Грин, Йеллоу и Сильвера обратно. Рэд и Голд уничтожают броню Арчи, а затем десять обладателей Покедексов побеждают Кайогра. Арчи же исчезает, так как слишком долго не носил броню.

### АркаDiamond & Pearl(тома 30—38)
В регионе Синно леди Платинум Берлиц достигает совершеннолетия и должна отправиться на гору Коронет, чтобы добыть материалы для её собственного талисмана со знаком её рода. Хотя Платинум весьма умна и начитана из-за того, что она происходит из древней, богатой и благородной семьи, её отец приставляет к ней двоих телохранителей. Тем не менее, так получилось, что вместо телохранителей рядом с Платинум оказались Даймонд и Перл, и та отправляется с ними в путешествие, считая их своими телохранителями. Телохранители пытаются найти Платинум, но случайно попадают в другую вселенную, а Платинум продолжает путешествие, ни о чём не подозревая.
Путешествуя по Синно, Платинум увлекают битвы на стадионах, и она достигает небывалых результатов, получив шесть значков всего за 25 дней. На Платинум начинает охоту Команда Галактика, которая хочет захватить её в заложники, и, получив выкуп, проплатить уничтожение трёх озёр Синно. После битвы за очередной значок друзья узнают, что отец Платинум и профессор Роуэн похищены. После удачного спасения Платинум узнаёт, что Даймонд и Перл не были её телохранителями, но, тем не менее, она признаёт их своими друзьями и открывает им своё имя (до этого они обращались к ней по фамилии). Втроём они продолжают путешествие, чтобы спасти три великих озера Синно и трёх легендарных покемонов, обитающих там — Меспирита, Юкси и Азельфа. Тем не менее, эти три покемона пойманы Командой Галактика, и она с их помощью призывает Диалгу, покемона, повелевающего временем, и Палкию, покемона, повелевающего пространством, чтобы создать новую вселенную.

### АркаPlatinum(тома 38—40)
Платинум ищет способ освободить двух телохранителей из параллельной вселенной. Чтобы собрать данные, Платинум вступает в соревнования Края Битв Синно. К ней присоединяется агент Интерпола с кодовым именем Искатель, который расследует дело о Команде Галактике. Параллельно Даймонд и Перл, используя данные, найденные в дневнике одного из лидеров Команды Галактика, собирают информацию о легендарных покемонов Синно.

### АркаHeartGold & SoulSilver(тома 41—43)
Сюжетная арка происходит до арки Diamond & Pearl и является её предысторией. Через три года после битвы с Кайогром Сильвер расследует цепочку несчастных случаев, которые оказываются делом рук возрождённой Команды R. Через несколько недель Голд сражается с разъярённым Арсеусом, покемоном-Богом, создавшим вселенную.

### АркаBlack & White(тома 43—51)
В регионе Юнова парень по имени Блэк случайно срывает съёмки фильма, и, в конце концов, его нанимает Вайт — президент компании «Агентство ЧБ», которая поставляет покемонов-актёров для фильмов. Так как у друзей Блэка, Черена и Бьянки, сломаны Покедексы, то единственный Покедекс, выданный профессором Джунипер, находится у Блэка. Кроме того, Блэка преследует Команда Плазма, так как он выступает против их идеологии «освобождения покемонов».

## История создания
При создании сюжета манги Хидэнори Кусака старался максимально передать атмосферу оригинальных игр, но при этом некоторые фрагменты сюжета были созданы на основе его раздумий о том, как сражаются и где обитают те или иные виды покемонов. Наибольшие усилия были приложены к тому, чтобы покемоны одним своим внешним видом производили впечатление на читателей. Иллюстратор манги Сатоси Ямамото писал, что на момент начала его работы с мангой он знал достаточно мало о «Покемоне» и что наибольшие трудности вызвало рисование нового на тот момент главного героя — Кристал. Поработав над мангой год, он был восхищён сюжетами Кусаки, и решил, что его иллюстрации должны выглядеть так же благообразно. В арке Ruby & Sapphire были показаны глобальные разрушения, изображая которые, Ямамото вдохновлялся своими любимыми фильмами ужасов и фильмами с участием монстров.

## Отзывы и критика

Логотип манги издательства Viz Media

В Японии некоторые тома манги входили в список самых быстрораскупаемых за неделю после релиза. Первые тома манги в издательстве Viz Media в сборнике «The Best of Pokémon Adventures» появился в списке двадцати лучших графических новелл за апрель 2008 года по версии сайта ICv2. Манга выиграла премию «Любимой манги» от Nickelodeon. В опросе журнала Da Vinci Denshi Navi, принадлежащего Media Factory, манга попала на третье место в списке самых желаемых аниме-адаптаций. 6 августа 2011 года 14 том попал на десятое место в список бестселлеров среди манги по версии газеты The New York Times.
ICv2 дал первому тому оценку в 3,5 звезды из пяти, решив, что многие сюжетные повороты значительно интереснее, чем в аниме, к примеру, появление Команды R или вредный характер Пикачу Рэда. Хотя рецензент отметил, что в манге намного больше жестокости и насилия, чем в аниме, он пришёл к выводу, что манга подходит для всех возрастов. Подобное мнение выразил Скотт Кэмпбелл, рецензент Active Anime, отметив то, насколько лучше и интереснее как персонаж Рэд по сравнению с его вариантом из аниме Эшем. Художественный стиль был описан как «милый, но с хорошей прорисовкой», и особенно высоких похвал было удостоено то, как изображены бои покемонов. Цунэкаду Исихара, глава The Pokémon Company, заявил: «Я хочу, чтобы каждый фанат серии читал эту мангу».